# Фрейсине
Вижте пояснителната страница за други значения на Фрейсине.
Фрейсине (на английски: Freycinet) е полуостров в източната част на остров Тасмания в Австралия.
Полуостровът има дължина около 30 km и средна ширина около 5 km. Ограден е от водите на Тасманово море. Голяма част от територията му е заета от национален парк „Фрейсине“, има и няколко малки селища.
Полуостровът носи името на френския изследовател Луи дьо Фрейсине.